# Pericoma neoblandula
Pericoma neoblandula är en tvåvingeart som beskrevs av Duckhouse 1962. Pericoma neoblandula ingår i släktet Pericoma och familjen fjärilsmyggor. Inga underarter finns listade i Catalogue of Life.